# 1672 na literatura

## Nascimentos
| Data        | Nome           | Profissão        | Nacionalidade | Observações | Ref |
| ----------- | -------------- | ---------------- | ------------- | ----------- | --- |
| 12 de Março | Richard Steele | escritor         | Irlanda       | m. 1729     |     |
| 1 de Maio   | Joseph Addison | poeta e ensaísta | Inglaterra    | m. 1719     |     |

## Mortes
| Data | Nome | Profissão | Nacionalidade | Observações | Ref |
| ---- | ---- | --------- | ------------- | ----------- | --- |